# Magdalenaklooster (Brussel)

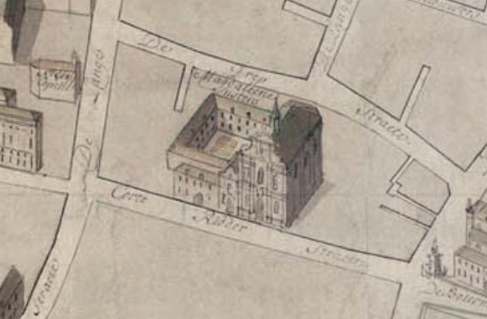
Klooster, kerk en kapel van de Magdalenetten op een 18e-eeuws stadsplan

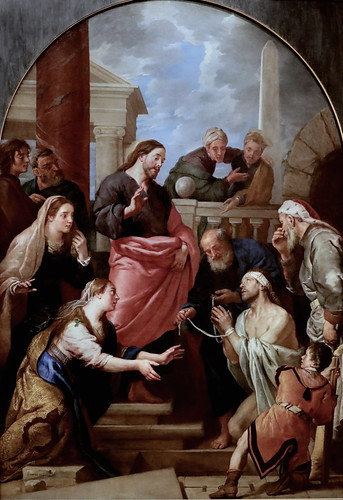
Opwekking van Lazarus door Gaspar de Crayer, gemaakt voor het Magdalenaklooster en terechtgekomen in Rennes

Het Magdalenaklooster of de priorij Bethanië bestond van 1506 tot 1783 in de Brusselse Kleerkopersstraat.

## Geschiedenis
Zoals alle penitentenstichtingen was het doel om boetvaardige prostituees op te vangen (bekeerde sonderesse). De deken van het Sint-Goedelekapittel, Marc Van Steenberghe, stelde hiertoe bij testament een godshuis ter beschikking dat hij gekocht had van de Arenbergs in 1505, het jaar voor zijn dood. Tegelijk richtte hij in dezelfde straat en onder dezelfde beschermheilige een tehuis voor geslachtszieken op, zodat de vraag rijst of het om één en hetzelfde huis ging. In elk geval voorzag hij plaats voor maximum dertien repentienen (penitenten) en een overste.
Voor de oprichting van het Brusselse huis werd beroep gedaan op de Antwerpse witzusters. Alleen mochten ze in Brussel zo niet heten, want er waren al sedert 1235 witte juffrouwen in de stad. Hoewel ze onder dwang waren moeten opgaan in de Roos van Jericho, was het ordekleed nog steeds wit en zichtbaar in het straatbeeld. De Brusselaars noemden de nieuwkomers dan maar Magdaleenen zusteren en later Madelonetten, naar de officiële benaming van hun orde (Sorores penitentes beatae Mariae Magdalenae). Ze leefden volgens de regel van Augustinus en waren dus reguliere kanunnikessen.
Een en ander werd effectief in 1512 na toestemming van het kapittel en bekrachtiging door bisschop Jacques de Croy van Kamerijk. De magdalenazusters mochten een kapel, klokkentoren en kerkhof hebben, naast de gebruikelijke slaapzaal en eetzaal.
Het is niet duidelijk of het klooster zich effectief bleef richten tot meisjes van lichte zeden. Stond het ook open voor vrouwen die hun man verlieten in afwachting van hun proces? Voor meisjes die er door hun familie werden opgesloten wegens een ongewenst avontuur? Het valt niet uit te sluiten dat elke associatie met prostitutie en buitenechtelijke activiteit verdween. Het enige wat de bronnen duidelijk maken, is dat de vrouwen die er leefden doorgaans arm waren en afkomstig van het ommeland. Het waren er meestal ruim twintig: novicen, conversen en koorzusters. Ook niet-intredende vrouwen konden er tegen betaling verblijven.
Onder de Brusselse republiek ontvluchtten de boetzusters hun klooster (1580), dat daarna geplunderd werd (1581). De 'miraculeuze' hosties van Sint Goedele (bewaard sinds het Sacrament van Mirakel uit 1370) werden verstopt voor de calvinisten in de balk van een huis naast de Bethaniëkerk. Daar werden ze in 1585 intact teruggevonden. De teruggekeerde magdalenazusters herstelden hun klooster en bouwden later op de plaats van het huis een kapel gewijd aan het Sacrament van Mirakel (1661). De hosties gingen terug naar Sint Goedele, maar de balk werd gedurende twee eeuwen bij de boetzusters vereerd.
Het reglement dat aartsbisschop Jacob Boonen in 1547 verleend had, werd onder invloed van de contrareformatie in 1645 verstrengd: voortaan zouden de zusters in stilte moeten leven en bij intrede al hun bezittingen afstaan. In 1662 hadden de magdalenazusters voldoende middelen om een nieuwe kerk te bouwen. Het gebouw, met een mooie barokfaçade, werd ingewijd in 1671 en was volledig klaar in 1677. Binnen waren schilderijen te zien van Gaspar de Crayer (Opwekking van Lazarus, Heilige Familie) en Jan van Orley (Heilige Cecilia).
Lang konden de zusters er niet van genieten, want in 1695 kwamen de Fransen de stad in puin schieten. Het klooster was gansch ende geheel geruïneerd. Om de reconstructie te bekostigen, verkochten de zusters twee van hun vijf opbrengsthuisjes (1696) en gingen ze een zware lening aan (1715). Dat ze er niet best voor stonden, blijkt uit de toelating die ze in 1734 kregen om in kerken te bedelen. Gelukkig konden ze nog rekenen op weldoeners. Eén ervan, Melchior Zyberts († 1723), kreeg in hun kerkje een marmeren grafmonument door Michiel Vervoort (met een buste en twee allegorische vrouwenbeelden).
De Magdalenazusters leefden contemplatief en werden door keizer Jozef II als onnuttig beschouwd. Hij schafte hun gemeenschap in 1783 af. Hun schamele bezittingen brachten niet veel op, behalve de Lazarus van Crayer, die in 1785 voor 1.800 florijnen te Brussel aangekocht werd namens de Franse koning. Het schilderij bevindt zich tegenwoordig in de Saint-Germain van Rennes.

## Locatie
De Bethaniëpriorij bevond zich in de huidige Kleerkopersstraat, in het huizenblok gevormd met de Grétrystraat, Greepstraat en Schildknaapstraat. De gevels van kerk en kapel lagen lag aan de Kleerkopersstraat, maar het klooster werd door een rij huisjes afgeschermd van het straatrumoer. Het was bereikbaar via een nauwe doorgang. Een achteringang verbond het met de Greepstraat via 't Genoffelstraatje. Aan de kant van de Beenhouwersstraat (nu Grétrystraat) lagen de tuin, het kostershuisje en het Sint-Jozefskapelletje van het klooster.

## Herbestemming en afbraak
Na de sluiting in 1783 was het klooster op 14 mei 1785 opgeheven. Men gebruikte het voor diverse activiteiten, zoals het confectionneren van de eerste luchtballon die in Brussel is opgelaten en het aanbieden van een verwarmd overnachtingslokaal in de harde winter van 1788. In 1787 was er een post van de stadswacht en een gevangenis geïnstalleerd. Haar efemere bestaan werd gemarkeerd door de gruwelijke moord op Willem van Criekinge, een man die er in 1790 was opgesloten maar aan het gepeupel werd overgeleverd. Na de eerste machtsovername door de Fransen zaten er politieke gevangenen in de Madelonetten, tot ze in 1792 werden overgebracht naar de Amigo. De kerk werd in 1795 afgebroken en het verlaten klooster werd als nationaal goed verkocht aan een zekere Pirlet of Pierlet (1799). Hij hield er op het gelijkvloers een beenhouwerij en op de verdieping een danszaal Variété. Na Pierlets dood in 1840 kwam er een soort bazar.
Van het Magdalenaklooster is geen steen bewaard. Wat nog rest is de vereerde balk en een schilderij in Rennes.

## Archieven
Het archievenfonds van de magdalenazusters berust in Mechelen. Het bevat onder meer statuten en ordonnanties, inspecties (1590-1775), processen, ondervragingen van novices en professies (1653-1771), rekeningen (1709-20 en 1733-36) en een lijst van religieuzen.

## Voetnoten
1. ↑  Jan De Volder, Het huis van Sant'Egidio, Kammenstraat 51. Zeven eeuwen een hart voor de armen in Antwerpen, 2015, ISBN 9789401426657
2. ↑  Fernand Vanhemelryck, De criminaliteit in de ammanie van Brussel van de late middeleeuwen tot het einde van het Ancien Régime (1404-1789), Brussel, 1981, p. 155-158
3. ↑  Dit valt op te maken uit de dubbele interviews die de novicen moesten afleggen, hoewel vaak standaardformules werden opgeschreven.
4. ↑  Ze bevindt zich tegenwoordig in de Sacramentskapel van de Kathedraal van Sint-Michiel en Sint-Goedele.
5. ↑  Chanoinesses de Saint-Augustin, Bruxelles. Couvent de Sainte-Marie-Madeleine ou de Bethanie.